# Pythagoræer
Pythagoræerne var et broderskab eller religiøst fællesskab, grundlagt af filosoffen Pythagoras i den græske koloni Kroton i Syditalien.

## Et religiøst fællesskab
Medlemmerne gennemgik indvielsesritualer og aflagde flere eder, der pålagde dem tavshedspligt. I sin religiøse søgen var bevægelsen stærkt påvirket af orfismen. Målet for deres religiøse bestræbelser var at rense sjælen for jordisk påvirkning ved hjælp af askese og eftertanke, så den ikke vendte tilbage efter døden for at knytte sig til et nyt legeme. Plutarch skrev om dem, at geometriens hensigt var at opnå kontakt med evigheden. Pythagoræernes syn på videnskab som en måde at betragte det evige på, gik via Aristoteles og Platon videre til kristendommen, og har udgjort et væsentligt bidrag til udviklingen af Vestens kultur. 
Pythagoræerne kanaliserede religiøs hengivenhed ind i en levende betragtning af verden og dens fænomener. De interesserede sig især for religiøse og sociale spørgsmål, med liv og lære tæt sammenknyttet. Kvinder blev betragtet som ligeværdige og var lige så velkomne i broderskabet som mænd. Pythagoræerne havde imidlertid ingen oplevelse af ligestilling på tænkningens område. Ulige tal blev kaldt "mandlige", lige tal "kvindelige", og man anså, at mænd havde tilgang til fornuft, kvinder ikke.  Afhængig af, hvor højt i graderne et medlem var, hvad angik renselse, blev vedkommende indviet i de højere mysterier indenfor musik, matematik og astronomi. 
En række påbud prægede pythagoræernes hverdag: Man skulle altid servere salt til maden; ikke spise kød eller bønner, ikke lade svaler bygge rede på taget eller efterlade aftryk efter sig i den seng, man havde sovet i. Mange af antikkens læger var pythagoræere. En af grundtankerne i græsk filosofi er, at kosmos udgør en harmoni. Denne tanke om ligevægt fik hos pythagoræerne sin egen form ved deres arbejde med at tilbageføre selv musik til tal, samt forhold mellem tal. 

## Opløsning
Mod slutningen af Pythagoras' liv, eller kort tid efter hans død, blev fællesskabet ramt af to uheld. Det ene var opdagelsen af irrationale tal, såsom kvadratroden af 2. Pythagoræerne kaldte disse tal arrhetos (= unævnelige), og besluttede at holde dem hemmelige. Det siges, at disciplen Hippasos af Metapontum  blev druknet for at have røbet sin opdagelse. 
Det andet var fællesskabets opløsning. I Pythagoras' levetid havde fællesskabet fået betydelig indflydelse, ikke kun i Kroton, men også i andre kolonier i Magna Graecia. De blev i den grad en politisk magtfaktor, at det vakte modvilje, og der begyndte at gå rygter om, at de praktiserede trolddom og undergravede samfundet. Omkring 500 f.Kr. blev flere af lederne dræbt eller sendt i eksil. Fællesskabet kom dog på fode igen, men 450 f.Kr. blev de på ny angrebet. Denne gang blev deres hus både i Kroton og en række andre kolonier brændt ned, og mange dræbt. Dog dukkede der stadig nye pythagoræiske forbund op, også i selve Grækenland. Dermed tog deres lære også flere retninger. Senere pythagoræere var mere optaget af aritmetik end af geometri. 
Det var forbundet som helhed - ikke medlemmerne som enkeltpersoner - der blev forfulgt. Fx blev Philolaus og Lysis, der var draget i eksil, snart kaldt tilbage til Syditalien for at genoptage undervisningen, der 100 år senere blev en af kilderne til platonismen, og dermed en del af ophavet til den europæiske tankeverden. Deres opfattelse af sjælens fortrin over kroppen, og Platons tanker om, at al virkelig erkendelse er en erindring fra et tidligere liv, og hans skarpe skille mellem krop og sjæl, er af tydeligt pythagoræisk ophav. Og ingen før pythagoræerne havde tænkt på, at tal giver adgang til en del af universets hemmeligheder. 
De joniske filosoffer var optaget af, hvilket stof verden var lavet af, mens pythagoræerne var optaget af stoffets form og mønster. Det er deres jargon, der lever videre i dag, når tal på engelsk kaldes figures - figurer. 